# André Denat
 (juin 2023).
Si vous disposez d'ouvrages ou d'articles de référence ou si vous connaissez des sites web de qualité traitant du thème abordé ici, merci de compléter l'article en donnant les références utiles à sa vérifiabilité et en les liant à la section « Notes et références ».
Pour les articles homonymes, voir Denat.
André Emmanuel Denat, né le 7 janvier 1825 à Toulouse et mort dans cette même ville le 10 novembre 1882, est un architecte et maître d'œuvre français.

## Biographie

### Jeunesse et formation
André Emmanuel Denat naît le 7 janvier 1825 à Toulouse, de Jacques Denat, tailleur de pierres et Jeanne Severac[réf. à confirmer].
Il commence ses études en 1840 à l’école des Beaux-Arts de Toulouse et y reste jusqu’en 1845. Il se rend ensuite à Paris pour étudier auprès de l’architecte de fonction A. Laffon. Il ne fréquente cependant pas les Beaux-Arts. Il revient à Toulouse en 1850 et débute son activité d’architecte.

### Carrière
En 1856, André Denat devient membre du bureau des Arts de Toulouse. C’est seulement 3 ans plus tard, en 1859, qu’il commence sa carrière professionnelle d'architecte de Toulouse. Il travaille de 1859 à 1866 en tant qu’architecte de la ville de Toulouse, effectuant ses travaux au côté de l’ingénieur Guibal, chef du service, jusqu’en 1860. Son domaine d’activité s'étend des restaurations de mobilier et monuments religieux jusqu’à l’architecture neuve des bâtiments publics.

### Fin de vie
Il meurt le 10 novembre 1882 à Toulouse, à l'âge de 57 ans[réf. souhaitée].

## Réalisations architecturales
Durant sa carrière, il réalise des projets pour la mairie de Toulouse principalement. Les réalisations majeures d’André Denat sont :

### Halle aux grains de Toulouse, place Dupuy

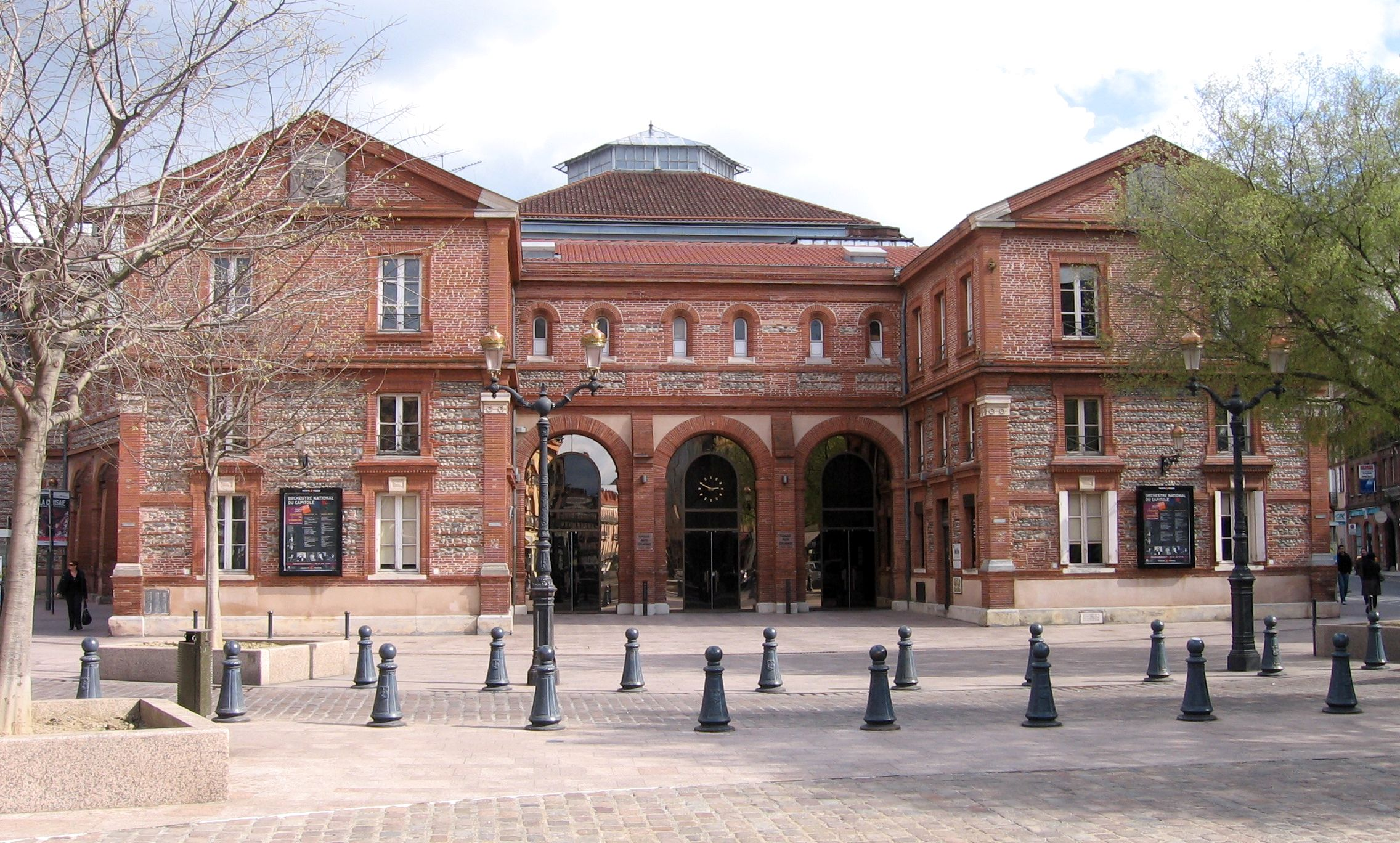
La Halle aux grains de Toulouse, salle de spectacle imaginée par André Denat

Cette halle fut construite en 1864 sur la place Dupuy. L’édifice se situe non loin du [[canal du
Midi]] et fait face au centre de la ville de Toulouse. L’entrepreneur sur ce projet est Germain Pascal.
Il s’agit d’un des premiers projets d’édifices toulousains employant une ossature métallique, elle est cependant cachée sous l’enveloppe traditionnelle d’une maçonnerie en brique et galet. La toiture est polygonale et en tuiles creuses avec un lanterneau et de longs pans.
Le plan est de forme hexagonale à double lanternon et est flanqué de quatre petits pavillons aux angles.
La halle fait désormais partie de la propriété de la commune et est ouvert au public.
À travers les époques, cet édifice subira différentes modifications. En 1884 et 1885, les deux pavillons de l’entrée sont surélevés d’un étage, Ces travaux sont réalisés par l’architecte de la ville Arthur Romestin et les travaux réalisés par l’entrepreneur Magnas. En 1946, l’architecte Jean Montariol transforme la halle en salle de sports et de spectacles. Cet aménagement est réalisé par l’entrepreneur Bailly. Au cours de ces modifications
l’ossature métallique est remplacée par du béton. C’est seulement en 1971 que l’édifice deviendra une salle de concert telle que nous la
connaissons aujourd'hui. En 1985, les façades sont rénovées et laissent la maçonnerie brique et les galets apparents.

### Couvent des Carmes Déchaussés, actuellement Muséum d’histoire naturelle
L’ancien couvent des Carmes, construit au XVIIe siècle, accueille après la Révolution des collections de l’Académies des sciences et un jardin botanique. La collection s'agrandit et est présentée aux Toulousains à partir de 1865 grâce à la création d’un muséum d’histoire naturelle. André Denat prend part à cette réhabilitation dans les années 1865.
D'autres travaux de réhabilitation seront faits par Jean-Paul Viguier dans les années 1997.
Le muséum d'histoire naturelle tel qu’il est visible aujourd'hui a ouvert en janvier 2008 et est un exemple entre architecture ancienne et contemporaine.

### Halle couverte Place Dupuy, place Esquirol
La halle est édifiée par André Denat entre 1863 et 1865. Elle est la première en fonte construite à Toulouse.
Le bâtiment ne restera pas longtemps en place (29 ans) et sera détruit en 1892 lors de la percée allant du Pont-Neuf au musée des Augustins. Elle soulève, en effet, de nombreuses questions et enjeux politiques au sein de la municipalité.
Lors de la destruction, la structure est démontée et rachetée par la ville de Lourdes, où elle est encore visible place du Champ-Commun.
Les plans et devis d’André Denat s'élèvent à 1.200.000 francs et comprennent la démolition de l’ancienne Halle de la Pierre, l’expropriation des propriétés et la construction de la nouvelle halle.
Cette construction d’André Denat prenait toute la place Étienne-Esquirol et a permis de mettre toutes les façades des maisons du côté Sud à l’alignement.
André Denat s’inspire fortement des halles de Paris de Victor Baltard, on peut y reconnaître l’inspiration par les deux pavillons de plan rectangulaire ou encore par la structure et ses arcs métalliques segmentaires. Cependant, Denat se sépare de cette inspiration par les quatre massifs d’angles maçonnés à deux niveaux.

### Autres réalisations
Il réalise également de nombreuses rénovations et des plans d’alignements ou d’agrandissement, mais aussi des mobiliers urbains, des constructions et reconstructions d’immeubles et de maisons.
Il est l'architecte du temple du Grand Orient de Toulouse situé rue de l'Orient et inauguré en mai 1868.
Le château de Valgros-Frontenac, à Bram construit par André Denat en 1870 fut la propriété de M. Fabre, puis de la famille Piquet jusqu'en 1987. Il a été détruit par un incendie criminel dans la nuit du 25 octobre 2005 puis à nouveau dans la nuit du 4 août 2020.